# Anthurium novitaense
Anthurium novitaense är en kallaväxtart som beskrevs av Thomas Bernard Croat. Anthurium novitaense ingår i släktet Anthurium och familjen kallaväxter. Inga underarter finns listade.